# Ataque vikingo a Sevilla
El ataque vikingo a Ishbiliya tuvo lugar en el año 844, en época del Emirato omeya de Córdoba. Después de intentar asolar las costas de lo que son los territorios actuales de España y Portugal, una flota vikinga llegó a Sevilla el 25 de septiembre remontando el Guadalquivir, y tomó la ciudad el 3 de octubre. Los vikingos saquearon la ciudad y zonas aledañas. El emir Abd ar-Rahman II de Córdoba movilizó y envió una gran fuerza al comando del hajib (jefe de ministros) Isa ibn Shuhayd para hacer frente a los vikingos. Luego de una serie de enfrentamientos, el ejército musulmán logra vencer a los vikingos el 11 o 17 de noviembre. Sevilla es recuperada, y las tropas vikingas remanentes dejan la ciudad. 
Tras este ataque, los musulmanes refuerzan su ejército y construyen más barcos y fortificaciones militares para proteger la costa. La rapidez de la respuesta militar en 844 y las mejoras subsiguientes en la capacidad de defensa desalentaron en alguna medida ataques subsiguientes de los vikingos, que sin embargo lo vuelven a intentar en el año 859.
Historiadores tales como Hugh N. Kennedy y Neil Price comparan la rápida respuesta musulmana al ataque en 844 y la construcción con posterioridad de fortificaciones, con las débiles respuestas de los carolingios y anglosajones contemporáneos contra los vikingos.

## Antecedentes
Después de la revolución abasida que derrocó al califato Omeya, los musulmanes de la península ibérica (a la cual los musulmanes denominaban al-Ándalus) declararon en el año 756 un emirato independiente, con capital en Córdoba. El emirato gobernado por los omeyas recibió numerosos refugiados que escapaban de la revolución en Medio Oriente, y pronto fue centro de importante logros, descubrimientos y actividad intelectual. El ataque del 844 fue la primera incursión confirmada a gran escala de los vikingos en la península. Durante este periodo, al-Ándalus estuvo bajo una paz inestable con los cristianos ibéricos y francos del norte, caracterizada por constantes escaramuzas y campañas militares ocasionales en una suerte de región desmilitarizada que se extendía entre ellos. Puede que haya habido pequeñas incursiones vikingas al País Vasco a comienzos del siglo IX antes de la expedición que culminó con el ataque a Sevilla.

## Eventos previos al ataque
La flota vikinga, cuyo líder o líderes se desconocen a ciencia cierta, navegó desde su base en Noirmoutier en el estuario del río Loira en Francia. Antes de atacar Sevilla, la flota fue avistada cerca de la costa de Francia y en los ríos franceses (Sena, Loira, y Garona). Ellos asolaron Asturias, gobernada por el rey cristiano Ramiro I, pero sufrieron importantes bajas en La Coruña y fueron vencidas por Ramiro en la Torre de Hércules. Luego, la flota navegó hacia el sur y atacaron la costa atlántica. Tomaron la ciudad musulmana de Lisboa en agosto septiembre del 844. La fecha fue indicada como el mes Hijri de Dhu al-Hijjah 229 H, coincidente con el 20 de agosto al 17 de septiembre del 844 y la ocuparon durante 13 días, durante los cuales tuvieron varias escaramuzas con los musulmanes. El gobernador de Lisboa, Wahballah ibn Hazm, escribió sobre el ataque al emir Abd ar-Rahman II de Córdoba, quien era el líder de los musulmanes en la península. Luego de partir de Lisboa, los vikingos navegaron con dirección sur y realizaron pillajes sobre las poblaciones de Cádiz, Medina Sidonia, y Algeciras, y posiblemente el pueblo de Arcila controlado por los abásidas en Marruecos.

## Ataque, captura y reconquista
El 25 de septiembre, los vikingos llegaron cerca de Ishbiliya luego de remontar el Guadalquivir. Establecieron una base en la Isla Menor, una isla defendible en las marismas del Guadalquivir. El 29 de septiembre, las fuerzas musulmanas locales enfrentan a los vikingos pero son derrotadas. Los vikingos tomaron Sevilla el 1 o 3 de octubre luego de un breve sitio y un combate importante. Saquearon la ciudad, y según los historiadores musulmanes, le infligieron a sus habitantes los "terrores del encarcelamiento o la muerte" y no perdonaron "ni a los animales de carga". Si bien la ciudad de Sevilla que no estaba amurallada fue capturada, su ciudadela fue retenida por los musulmanes. Los vikingos intentaron sin suerte prender fuego a la gran mezquita que recién había sido construida en la ciudad.

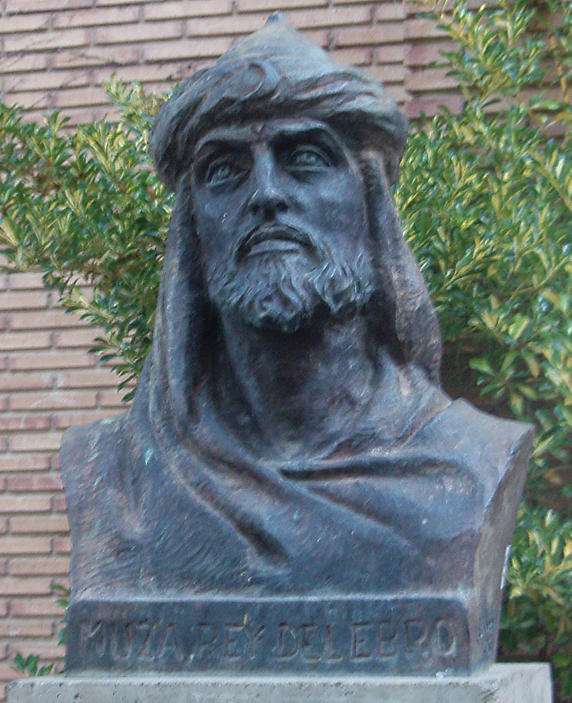
Musa ibn Musa al-Qasi, uno de los comandantes musulmanes que peleó contra los vikingos.

Cuando Abd ar-Rahman II se entera de la caída de Sevilla moviliza sus tropas bajo el liderazgo del hajib, Isa ibn Shuhayd. Convoca a los gobernadores de las regiones vecinas para incorporar a sus hombres a la fuerza para enfrentar la invasión. Se reunieron en Córdoba, y luego marcharon hacia Axarafe (actual Aljarafe), una colina cerca de Sevilla, donde Isa ibn Shuhayd emplaza su cuartel principal. Un contingente liderado por Musa ibn Musa al-Qasi, líder del principado semiindependiente de Banu Qasi ubicado al norte, se une a estas fuerzas a pesar de la rivalidad política existente entre Musa ibn Musa y Abd ar-Rahman, desempeñando un importante rol en la campaña.
Durante los días subsiguientes, ambos bandos se enfrentan en numerosas ocasiones, con resultados diversos. Finalmente los musulmanes consiguieron una importante victoria el 11 o 17 de noviembre en Talyata. Según las fuentes musulmanas entre 500 a 1000 vikingos murieron y 30 naves vikingas fueron destruidas. (Los musulmanes utilizaron fuego griego, un líquido incendiario lanzado con catapultas, para quemar las naves de los invasores.) Las fuentes musulmanas indican que los comandantes vikingos fueron matados y por lo menos unos 400 hombres fueron capturados, muchos de los cuales fueron ahorcados de la palmeras de Talyata. Los vikingos restantes se retiraron hacia sus naves y navegaron aguas abajo por el río mientras que los habitantes de las zonas en las costas los acosaban lanzándoles piedras. Pronto los vikingos ofrecieron canjear parte del botín y prisioneros capturados por ropas, comida, y poder continuar su curso sin ser molestados. Posteriormente, se reunieron con el resto de la flota en la costa. La flota debilitada, perseguida por las naves de Abd ar-Rahman, dejó la península ibérica luego de un breve ataque contra Algarve.

## Hechos posteriores
La ciudad de Ishbiliya y sus suburbios quedaron en ruinas. La destrucción producto de los ataques vikingos aterrorizó a los habitantes de al-Ándalus. Abd ar-Rahman ordenó nuevas medidas para defender a la ciudad ante posibles ataques. Creó un nuevo arsenal naval (dar al-sina'a) en Sevilla y construyó muros alrededor de la ciudad y en otros asentamientos. Se construyeron naves y armas, y se reclutaron tropas y marineros, y se estableció una red de mensajeros para distribuir información en caso de que se produjeran nuevos ataques. Estas medidas fueron adecuadas para frustrar los subsiguientes ataques vikingos en 859 y 966.
Gran parte de los vikingos navegaron de regreso a Francia, y su derrota por las tropas andaluzas puede haberlos desalentado de intentar nuevos ataques a la península en forma inmediata. Al año siguiente los vikingos enviaron una embajada a la corte de Abd ar-Rahman, quien a su vez envió al poeta Yahya ibn al-Hakam (apodado Al-Ghazal, "la gacela") como embajador a los vikingos. Además, algunos de los atacantes se quedaron en la región, se convirtieron al Islam, y se convirtieron en comerciantes de queso.

## Registros históricos
Existen relatos del ataque vikingo en las obras de historiadores musulmanes, incluidos Ibn al-Qūṭiyya de Córdoba (d. 977), Ibn Idhari (escribió hacia 1299, copiando fuentes del siglo X, y al-Nuwayri (1284-1332). Según el calendario islámico, el ataque ocurrió en el año hijri 230. En las fuentes musulmanas, los vikingos eran mencionados por el epíteto los Majus ("adorador del fuego": un término inicialmente utilizado para hacer referencia a los Zoroastras en el este). Dado que la flota vikinga atacó el reino cristiano de Asturias antes de atacar Sevilla, las crónicas cristianas también poseen registros de la expedición y ataque vikingo.